# 이웃집 찰스
《이웃집 찰스》는 매주 화요일 저녁 7시 40분에 KBS 1TV에서 방송되는 시사교양 프로그램이다.

## 기획 의도
외국인들이 대한민국에서 정착, 생활하는 모습을 보여주고 이들의 고충, 대한민국의 문화 등이 공감하는 내용을 다루는 시사교양 프로그램이다.

## 방송 시간
| 방송 채널 | 방송 기간                          | 방송 시간                            |
| --------- | ---------------------------------- | ------------------------------------ |
| KBS 1TV   | 2015년 1월 6일 ~ 2016년 4월 19일   | 매주 화요일 저녁 7시 30분 ~ 8시 25분 |
| KBS 1TV   | 2016년 4월 26일 ~ 2018년 12월 25일 | 매주 화요일 저녁 7시 35분 ~ 8시 25분 |
| KBS 1TV   | 2019년 1월 1일 ~ 현재              | 매주 화요일 저녁 7시 40분 ~ 8시 30분 |

## 진행자
| 대수 | 진행자 | 진행 기간                         | 회차          |
| ---- | ------ | --------------------------------- | ------------- |
| 1대  | 알렉스 | 2015년 1월 6일 ~ 2015년 5월 26일  | 1회 ~ 20회    |
| 2대  | 한석준 | 2015년 6월 2일 ~ 2015년 11월 17일 | 21회 ~ 42회   |
| 3대  | 최원정 | 2015년 12월 8일 ~ 2022년 5월 31일 | 45회 ~ 339회  |
| 4대  | 강승화 | 2022년 6월 7일 ~ 2024년 3월 19일  | 340회 ~ 429회 |

## 권역별 자체 방송
다음 프로그램은 화요일 저녁 7시 40분부터 50분 동안 각 권역마다 자체적으로 방송한다.
| 방송국  | 지역           | 프로그램                     |
| ------- | -------------- | ---------------------------- |
| KBS춘천 | 강원특별자치도 | 집중진단 강원                |
| KBS춘천 | 강원특별자치도 | 말하고 십대 (매월 마지막 주) |
| KBS대전 | 대전광역시     | 우리동네                     |
| KBS대전 | 충청남도       | 우리동네                     |
| KBS대전 | 세종특별자치시 | 우리동네                     |
| KBS청주 | 충청북도       | 우리동네                     |
| KBS부산 | 부산광역시     | 6층으로 오세요 청년입장      |
| KBS부산 | 부산광역시     | 대담한 사람들                |
| KBS울산 | 울산광역시     | 보물창고                     |
| KBS울산 | 울산광역시     | 문화공감                     |
| KBS창원 | 경상남도       | 드립빽                       |
| KBS창원 | 경상남도       | 두근두근 경남                |
| KBS광주 | 광주광역시     | 생방송 토론 740              |
| KBS광주 | 전라남도       | 생방송 토론 740              |
| KBS제주 | 제주특별자치도 | 보물섬                       |

## 편성 변경
- 2015년 3월 3일 : KBS 공사창립 기념일 특집 프로그램 방송으로 인해 1주 연기되었다.
- 2015년 7월 14일 : 광주 유니버시아드 폐막식 중계방송으로 인해 1주 연기되었다.
- 2015년 9월 29일 : 추석 특집 다큐멘터리 《러브 인 미얀마》의 방송으로 인해 1주 연기되었다.
- 2015년 10월 27일 : 이산가족 찾기 특집 《65년만의 상봉》의 방송으로 인해 1주 연기되었다.
- 2015년 12월 22일 : 《러브 인 태국》의 방송으로 인해 1주 연기되었다.
- 2016년 2월 9일 : 이날 방송될 예정이었던 제53회는 북한 위성(광명성 4호) 발사 속보로 인해 설 특집 프로그램의 편성 일정이 전면 변경되면서 1주 연기되었으며, 당초 예정된 시간대에는 설 특집 《엄마의 다섯 번째 계절》이 대체 편성되었다.
- 2016년 5월 17일 : 가정의 달 특집 《러브 인 스리랑카》의 방송으로 인해 1주 연기되었다.
- 2016년 8월 9일 : KBS 대기획 《디렉티스 컷》 - 〈콩고 대기행〉 제2부의 방송으로 인해 1주 연기되었다.
- 2016년 9월 13일 : 추석 특집 《러브 인 몽골》의 방송으로 인해 1주 연기되었다.
- 2016년 12월 27일 : 송년 특집 다큐멘터리 《낯선 땅 - 새로운 희망》의 방송으로 인해 1주 연기되었다[6].
- 2017년 4월 25일 : 대한민국 제19대 대통령 선거 후보자 연설의 방송으로 인해 방송 시간이 저녁 7시 15분으로 변경되었다.
- 2017년 5월 2일 : 대한민국 제19대 대통령 선거 후보자 토론회의 방송으로 인해 방송 시간이 저녁 7시 10분으로 변경되었다.
- 2017년 5월 9일 : 대한민국 제19대 대통령 선거 개표방송으로 인해 방송일이 5월 16일로 연기되었으며, 이를 대신해 개표방송 1부에서 〈지구촌 투표소〉라는 제목으로 코너를 방송했다. 이 코너에서는 이 프로그램의 고정 출연자인 최원정 아나운서, 홍석천, 파비앙 코르비노, 후지타 사유리와 카를로스 고리토, 마니 달리왈이 출연하여 세계의 선거 문화를 설명했다.
- 2017년 7월 25일 : 여름 특집 다큐멘터리 《그 섬에 살고 싶다》 제2부의 방송으로 인해 1주 연기되었다.
- 2017년 9월 12일 : 평창 동계 올림픽 150일 전 특별 생방송 2부의 편성으로 인해 방송이 취소되었다.
- 2017년 9월 19일 : 특선 다큐 - 《화가 장욱진 100년만의 초대》의 방송으로 인해 방송이 취소되었다.
- 2017년 9월 26일 : 걸작 다큐멘터리 - 《20년 전의 약속》의 방송으로 인해 방송이 취소되었다.
- 2017년 10월 10일 : 특선 다큐멘터리 - 《최고의 요리 대결 - 셰프대 과학자》의 방송으로 인해 방송이 취소되었다.
- 2017년 10월 17일 : 《새만금 표류기》 1부의 방송으로 인해 방송이 취소되었다.
- 2017년 10월 24일 : 《미래기획 2030》 제36회의 재방송으로 인해 방송이 취소되었다.
- 2017년 10월 31일 : 《변화하는 부탄 - 그곳에 가다》의 방송으로 인해 방송이 취소되었다.
- 2017년 11월 7일 : 《바다속의 황금 - 다시마》의 방송으로 인해 방송이 취소되었다.
- 2017년 11월 14일 : 《어디서 누구와 살아야 할까?》 1부의 재방송으로 인해 방송이 취소되었다.
- 2017년 11월 28일 : 《사람과 사람들》 스페셜의 방송으로 인해 방송이 취소되었다.
- 2017년 12월 5일 : 《우리 문화의 보물 아시아를 만나다》의 방송으로 인해 방송이 취소되었다.
- 2017년 12월 12일 : 《두 번째 인생 - 배움에서 길을 찾다》의 재방송으로 인해 방송이 취소되었다.
- 2017년 12월 19일 : 《슬로우 피시 - 말린 생선의 비밀》의 방송으로 인해 방송이 취소되었다.
- 2017년 12월 26일 : 《행복의 조건 - 신뢰》의 방송으로 인해 방송이 취소되었다.
- 2018년 1월 2일 : 《화산섬 오름꽃》 1부 재방송으로 인해 방송이 취소되었다.
- 2018년 1월 9일 : 《영웅 - 국가대표》의 방송으로 인해 방송이 취소되었다.
- 2018년 1월 16일 : 《2017 대한민국 인구 절벽 보고서》 1부의 재방송으로 인해 방송이 취소되었다.
- 2018년 1월 23일 : 《KBS 스페셜》 - 〈사샤의 아리랑〉의 재방송으로 인해 방송이 취소되었다.
- 2018년 1월 30일 : 《하나된 열정 하나된 세계》 제2부의 방송으로 인해 방송이 취소되었다.
- 2018년 2월 6일 : 《고려인 데니스 텐[7]의 올림픽》의 방송으로 인해 방송이 취소되었다.
- 2018년 2월 13일 : 《요리인류 - 서울의 맛》의 방송으로 인해 방송이 취소되었다.
- 2018년 2월 20일 : 《원 바디 - 끝나지 않은 도전》의 방송으로 인해 방송이 취소되었다.
- 2018년 4월 3일 : 제주 4·3 사건 70주년 특집 다큐멘터리 《그날》의 방송으로 인해 1주 연기되었다.
- 2018년 6월 12일 : 북미 정상회담 특보 방송으로 인해 1주 연기되었다.
- 2018년 8월 21일 ~ 2018년 8월 28일 : 자카르타 · 팔렘방 아시안 게임 중계방송으로 인해 편성이 중단되었다.
- 2018년 9월 18일 : 제3차 남북정상회담 특보 방송으로 인해 방송이 연기되었다.
- 2019년 5월 21일 : 《KBS 스페셜》 - 〈주문을 잊은 음식점〉 제2부의 재방송으로 인해 방송이 연기되었다.
- 2019년 7월 30일 : 《다이너스티 - 야생의 지배자들》 제2부의 재방송으로 인해 방송이 취소되었다.
- 2019년 8월 6일 : 태풍 프란시스코 상륙 관련 《KBS 뉴스특보》의 방송으로 인해 방송이 취소되었다.
- 2019년 11월 19일 : 《국민이 묻는다 - 2019 국민과의 대화》의 방송으로 인해 방송 시간이 저녁 7시 10분으로 변경되었다.
- 2020년 2월 25일 ~ 2020년 3월 3일 : 평일 저녁 시간대에 《코로나 19 - 함께 극복합시다》를 긴급 편성함에 따라 편성이 중단되었다.
- 2021년 7월 27일 ~ 2021년 8월 3일 : 도쿄 올림픽 중계방송으로 인해 편성이 중단되었다.
- 2021년 8월 24일: 도쿄 패럴림픽 중계방송으로 인해 1주 연기되었다.
- 2022년 2월 22일: 제20대 대통령 선거 후보자 연설 방송으로 인해 방송 시간이 저녁 7시 20분으로 변경되었다.
- 2022년 3월 8일: 제20대 대통령 선거 후보자 연설 방송으로 인해 방송 시간이 저녁 7시 35분으로 변경되었다.
- 2022년 8월 9일: 수도권 지역 집중호우 관련 《KBS 뉴스특보》의 방송으로 인해 1주 긴급 연기되었다.
- 2022년 11월 1일: 이태원 참사 관련 특집 《KBS 뉴스 7》로 인해 방송이 1주일 긴급 연기되었다.
- 2023년 3월 28일: 《히든 어스 - 한반도 50억 년》 제2부의 삼방송 편성으로 인해 방송일이 1주일 뒤로 연기되었다.
- 2023년 7월 11일: 특별기획 수신료와 공영방송의 가치 5부 편성으로 인해 방송일이 1주일 뒤로 연기되었다.
- 2023년 10월 3일: 항저우 아시안 게임 중계방송 편성으로 인해 방송일이 1주일 뒤로 연기되었다.
- 2024년 6월 25일: 6.25 전쟁 74주년 특집 다큐멘터리 《아버지의 전장 일기》 방송으로 인해 방송일이 1주일 뒤로 연기되었다.
- 2024년 7월 30일 ~ 2024년 8월 6일: 파리 올림픽 중계방송으로 인해 편성이 중단되었다.
- 2025년 1월 28일: 설날 특집 다큐멘터리 《700만 개의 아리랑》으로 대체 편성되었다.
- 2025년 3월 25일: 영남 지역 산불 관련 《뉴스특보》의 방송으로 인해 방송일이 1주일 뒤로 긴급 연기되었다.
- 2025년 5월 20일: 제21대 대통령 선거 방송 연설의 편성을 위해 10분 앞당긴 7시 30분에 방송되었다.
- 2025년 5월 27일: 제21대 대통령 선거 후보자 토론회 방송으로 인해 편성이 중단되었다.
- 2025년 6월 3일: 제21대 대통령 선거 개표 방송으로 인해 편성이 중단되었다.
- 2025년 7월 29일: 《100인의 감정쇼 - 더 시그니처 라이브》의 방송으로 인해 방송일이 1주일 뒤로 연기되었다.

## 같이 보기
- 러브 인 아시아
- 삼청동 외할머니
- 헬로! 이방인
- 글로벌 아빠 찾아 삼만리
- 다문화 고부 열전
- 미녀들의 수다
- 비정상회담
- 글로벌 남편백서 내편, 남편
- 어서와~ 한국은 처음이지?
- 대한외국인
- 남의 나라 살아요 - 선 넘은 패밀리